# Термоядерний ракетний двигун
Термоядерний ракетний двигун (ТЯРД) - перспективний ракетний двигун для космічних польотів, в якому для створення тяги передбачається використовувати витікання продуктів керованої термоядерної реакції або робочого тіла, нагрітого за рахунок енергії термоядерної реакції.
Розрізняють ТЯРД на основі термоядерного реактора з магнітним утриманням плазми і ТЯРД на основі систем інерційного синтезу (імпульсний термоядерний реактор) .

## Історія, сучасний стан та перспективи розробок ТЯРД
Ідея створення ТЯРД з'явилася практично відразу після здійснення перших термоядерних реакцій (випробувань термоядерних зарядів). Однією з перших публікацій по темі розробки ТЯРД стала видана в 1958 році стаття Дж. Росса. В даний час ведуться теоретичні розробки таких видів двигунів (зокрема, на основі лазерного термоядерного синтезу) і в цілому - широкі практичні дослідження в галузі керованого термоядерного синтезу. Існують тверді теоретичні та інженерні передумови для здійснення такого типу двигуна в осяжному майбутньому. Виходячи з розрахункових характеристик ТЯРД, такі двигуни зможуть забезпечити створення швидкісного і ефективного міжпланетного транспорту для освоєння Сонячної системи. Однак реальні зразки ТЯРД на даний момент (2014) ще не створені.